# Pterolonche gracilis
Pterolonche gracilis is een vlinder uit de familie van de Pterolonchidae. De wetenschappelijke naam van de soort is voor het eerst geldig gepubliceerd in 1916 door Rebel.